# 第5SS山岳軍団
第5SS山岳軍団（ドイツ語: V. SS-Gebirgs-Korps）は、武装親衛隊の軍団。第二次世界大戦後期、1943年から1944年12月にかけて第2装甲軍隷下でユーゴスラビアでパルチザンと戦い、1945年には第9軍隷下としてオーダー川地方やベルリンの戦いで戦った。

## 概要
1943年7月1日、軍団の総司令部がベルリンに設立された。軍団部隊の編成は、プラハ近郊の訓練場「ミロヴィッツ」で行われた。10月、同軍団はボスニアに移送され、第2装甲軍の指揮下でヨシップ・ブロズ・チトー率いるパルチザンの掃討作戦に投入された。この頃、軍団の司令部はモスタルにあった。
1944年3月、軍団は『第5SS義勇山岳軍団（V. SS-Freiwilligen-Gebirgs-Korps）』と改称された。9月から始まったソビエト赤軍によるベオグラード攻勢のため、軍団は1944年末にボスニアから撤退しなければならなかった。その過程で、一時的にE軍集団の指揮下に入った。
1945年2月、赤軍がヴィスワ＝オーデル攻勢で東部戦線を突破した後、軍団はフランクフルト (オーダー)のグベン地区（Guben）に移され、ヴァイクセル軍集団の第9軍の下に置かれた。4月のシーロー高地での戦いの後、軍団はハルベの戦いにおいて赤軍に包囲され壊滅した。その後、軍団は西に撤退し、タンガーミュンデ付近でアメリカ軍に降伏した。

## 指揮官
- 1943年7月1日 - 1944年9月21日 アルトゥール・フレプス親衛隊大将兼武装親衛隊大将
- 1944年9月21日 - 1944年10月1日 カール・リッター・フォン・オーバーカンプ（ドイツ語版）親衛隊少将兼武装親衛隊少将
- 1944年10月1日 - 1945年3月1日 フリードリヒ＝ヴィルヘルム・クリューガー親衛隊大将兼武装親衛隊大将
- 1945年3月1日 - 1945年5月8日 フリードリヒ・イェッケルン親衛隊大将兼武装親衛隊大将

## 参謀長
- ヴァルター・ハルツァー（英語版）親衛隊上級大佐

## 編成

### 軍団直轄部隊
- 第5SS山岳軍団砲兵司令部（Artillerie-Kommandeur V. SS-Gebirgskorps）
- 第105SS通信大隊（SS-Nachrichten-Abteilung 105）
- 第105SS偵察大隊（SS-Aufklärungs-Abteilung 105）
- 第105SS装甲大隊（SS-Panzer-Abteilung 105）
- 第105SS突撃砲大隊（SS-Sturmgeschütz-Abteilung 105）
- 第105SS砲兵大隊（SS-Artillerie-Abteilung 105）
- 第105SS高射砲大隊（SS-Flak-Abteilung 105）
- 第105SS発煙大隊（SS-Werfer-Abteilung 105）
- 第105SS医療大隊（SS-Sanitäts-Abteilung 105）
- 第105SS輸送小隊（SS-Nachschubtruppen 105）
- 第5SS突撃大隊（SS-Sturmbataillon V） － 1945年4月より
- SS突撃砲大隊『スカンデルベグ』（SS-Sturmgeschütz-Abteilung "Skanderbeg"） － 1945年4月より

### 隷下部隊
1943年12月26日時点
- 第7SS義勇山岳師団
- 第181歩兵師団（ドイツ語版）
- 第369増強歩兵連隊（英語版）
- 第118猟兵師団
- 第1山岳師団（英語版）

1944年9月16日時点
- 第7SS義勇山岳師団
- 第118猟兵師団
- 第369増強歩兵連隊

1945年3月1日時点
- 第391保安師団
- 第32SS義勇擲弾兵師団 1月30日
- 第502重戦車大隊[3]